# История на Норвегия
Тази статия проследява историята на Норвегия от праисторическата епоха (11 хил. г. пр.н.е.) до наши дни.

## Праисторическа епоха
Човешки поселища на територията на днешна Норвегия съществуват от над 11 хиляди години (палеолита). Изхранвали се с ловуване на северни елени и други животни. Най-старите намерени останки от човешко присъствие са открити в югоизточната част на окръг Йостфолд, близо до южната граница с Швеция. Заселниците по тези места са ловци, които живеят в малки групи. Намерени са кремъчни сечива, глинени съдове и скални рисунки.
Те са се настанили там или от южните части (Северна Германия) или от североизточните (Северна Финландия и Русия). От там те се настаняват по бреговата линия на полуострова.
Археологическите открития в графство Мьоре ог Румсдал са от 9200 г. пр.н.е. и най-вероятно са остатъци от местните жители от Догерланд – област, днес потопена в Северно море. По онова време тази земя е била като мост между днешните Британски острови и полуостров Ютланд (дн. Дания). Фосно-Хенсбакаската култура населява части от Норвегия между 8300 и 7300 г. пр. Хр. Скални рисунки, датиращи от неолита (в Норвегия 4000 – 1800 г. пр. Хр.), показват сцени от живота на примитивно общество от ловци и събирачи.
Преходът към земеделие започва около 4000 – 3000 г. пр.н.е., първоначално в областта около фиорда на днешно Осло. По-постоянни колонии се развиват през бронзовата (1500 – 500 г. пр. Хр.) и желязната епоха. Скалните рисунки от това време показват земеделски живот, особено в южна Норвегия. По същото време в Северна Норвегия все още има ловци.
Най-ранните намерени руни са изписани върху върха на стрела от около 200 г. Открити са много други надписи, датиращи до 800 г. Очевидно през това време са се появявали малки кралства.
Между 400 и 550 г. племената изграждат защитни системи като крепостни стени, части от които днес могат да се видят на източните брегове на най-голямото норвежко езеро – Мьоса.

## Ерата на викингите (800 – 1066)
Периодът от 793 до 1066 г. е белязан от значителна експанзия. Наречен е Викингска епоха. Няма писмени източници за тази ера, затова всички проучвания се основават на археологически находки.
През този период норвежци, както и шведи и датчани, пътуват постоянно по море като бандити, изследователи, колонизатори, заселници и търговци. До средата на XI в. норвежкото кралство е ясно устроено, макар все още да има недоразвита административна система.
Викингите са добри бойци, но също така търговци и колонизатори. Норвежки викинги се заселват на Оркнейските, Шетландските и Хебридските острови, и на остров Ман. Основната площ на днешните северна Шотландия и Ирландия, също става тяхна територия. Дъблин е основан от викингите през 840-те години и е под северна власт до 1171 г.
Викингите създават и днешните ирландски градове Лимерик и Уотърфорд и създават търговията в обществата близо до Корк и Дъблин, които по-късно стават двата най-важни ирландски града.
В Исландия и Гренландия норвежките викинги намират незаселена земя, на която се заселват. Днешните исландци са директни наследници на викингите, колонизирали територията. Викингите, населили Гренландия, измират няколко века по-късно по все още неизяснена причина.
Викингите строят бързи и маневрени кораби и организират много експедиции. Те са добри навигатори в морето и според преданията Лейф Ериксон е достигнал Америка, но има теории, че и други преди него са постигнали това.
Регионите, които по-късно стават Норвегия, не са обединени до 9 век, въпреки че има опити за това. След битката при Хафършфиорд край Ставангер, крал Харалд Хорфагер установява контрол над големи част от страната. Процесът по обединението продължава още няколко десетилетия поради пререкания между вождовете и между норвежците и народите, живеещи на север. Счита се, че обединението на Норвегия е завършило през 1060 г.
Християнството е прието в Норвегия през 1030 г., а разпространението му става реалност в голяма част благодарение на крал Олаф I Тригвасон (995 – 1000) и св. Олаф (1015 – 1028). Хокон Добрият е първият християнски крал на Норвегия. Традициите в Норвегия бавно били изменени от християнството през X и XI в.
Ерата на викингите достига кулминацията си през 1066 г., когато крал Харалд Хардроде и войската му са победени от Англия в Битката при Стамфорд Бридж.
По време на Викингската епоха има робовладелство.

## Средновековие

### Ранно Средновековие (1066 – 1184)
Ранното Средновековие се отнася за периода от 1066 до 1184 година.
1130 г. е повратна точка в норвежката история. Тогава мирният период свършва и избухва гражданска война, която бушува до 1227 г.
Счита се, че през 1130 г. в Норвегия започва Развитото Средновековие, период на нарастване на населението, църковна консолидация и изникването и развитието на градове. Короната и Църквата завладяват много окръзи и затова се счита, че тогава Норвегия за първи път може да се счита за едно цяло.
Властта на монархията нараства през 12-и и 13 век. Монархията надвива в съревнованието с Църквата и феодалните владетели. Традиционната светска аристокрация е изместена от служеща аристокрация. Статутът на селяните е променен от този на поземлен собственик към този на арендатор. Все пак норвежките селяни обикновено взимали земята си под аренда за цял живот, което им осигурявало по-свободен статут от този в останалата част на Европа. През Развитото Средновековие престава и робовладелството.

### Средно Средновековие (1184 – 1319)
Центърът на властта постепенно се измества от югозападните региони към регионите около ословския фиорд. По времето на управлението на крал Хокон V през 13 век, Осло става столица на Норвегия.

### Късно Средновековие (1319 – 1537)
Преди Черната смърт да премине през земите на Норвегия през 1350 г. населението на Осло е не повече от 2000 души, докато Берген има население от ок. 7000, а Тронхайм – ок. 3000. Вследствие на Черната смърт загива между половината и две трети от населението, след което настъпва период на упадък, поради което кралят търси начин да подобри ситуацията посредством политически съюзи с останалите северни страни.

## Калмарска уния и съюз с Дания

### Калмарска уния (1396 – 1536)
Между 1396 и 1536 г. Норвегия е част от Калмарската уния.

### В съюз с Дания (1536 – 1814)
Между 1536 и 1814 г. Норвегия е в съюз, познат като Датско-норвежка уния (Дания-Норвегия). Този съюз влиза в друг съюз с Наполеон Бонапарт. Войните по това време водят до ужасното състояние на страната и глада от 1812 г. През 1814 г. Дания-Норвегия е победена в Наполеоновите войни и кралят е принуден да се предаде на краля на Швеция според Килския договор (14 януари същата година), а норвежките провинции Исландия и Гренландия останават под властта на Дания.

## Съюз с Швеция (1814 – 1905)
През 1814 г. Швеция и Норвегия влизат в съюз, а Норвегия успява да създаде собствена конституция, основана върху американския и френския модел. Датският крал Кристиан Фредерик е избран за крал на 17 май 1814 г. Военните сили на Швеция обаче насилствено сключват договор с Норвегия, избирайки династията Бернадот като управляваща страната. В замяна Норвегия запазва своята демократична конституция и независими институции. През този период в разцвет е културното движение на норвежкия романтичен национализъм. Норвежците се опитват да определят и изразят своята идентичност като нация.
През този период се наблюдава възход на норвежката култура по време на романтизма. Този подем в културата включва:
- Литература – Хенрик Вергеланд, Бьорнстеньорне Бьорнсон, Петер Асбьорнстен, Юрген Мо, Хенрик Ибсен
- Изобразително изкуство – Ханс Гюде, Адолф Тайдманд
- Музика – Едвард Григ[5]

Подемът включва и политика на езика, което довежда до множество опити да се определи оригиналният норвежки език. Тогава се обосновават и днешните му официални форми – букмол и нюношк.
Съюзът с Швеция се разпада през 1905 г.

## Независимо кралство
Кристиан Микаелсен, норвежки корабен магнат, става министър-председател на Норвегия през 1905 и 1907 г. Той играе важната си роля в мирното разделяне на Норвегия от Швеция на 7 юни 1905 г. Растящото недоволство от съюза с Швеция през XIX век, заедно с национализма спомага за разтурянето на съюза.
Според национален референдум, който се прави веднага след това, хората предпочитат монархия пред република и норвежкото правителство предлага трона на датския принц Карл и парламента неофициално го избира за крал. Той взима името Хокон VII.
През 1907 г. Русия, Германия, Франция и Англия гарантират целостта на Норвегия по силата на международен акт.

### Първа световна война
През Първата световна война Норвегия остава неутрална. Въпреки това страната има сериозни финансови загуби заради намалели поръчки.

### 1918 – 1944
През 1920 г. Норвегия се присъединява към Обществото на народите.
Между двете световни войни страната, както и останалите европейски страни, е поразена от масова безработица, която достига своя връх през 1933 г., когато всеки трети в работоспособна възраст е безработен.

### Втора световна война
Норвегия се опитва да запази неутралитет и през Втората световна война, но на 9 април 1940 г. е атакувана от немските сили. Тя е неподготвена за изненадващата атака на Германия, но военната съпротива продължава два месеца. Това е най-дългият период от време, в който някоя страна е издържала на германското нападение освен СССР. През норвежката кампания Германия губи много кораби, включително и новия крайцер „Блюхер“. Битките за Виниесвинген се проявяват като последните места на противопоставяне срещу германските сили в южна Норвегия през май, а северните сили се хвърлили в отбрана в битката за Нарвик, докато и те не са принудени да се предадат на 10 юни. Крал Хокон и норвежкото правителство избягват в Лондон. В деня на нападението лидерът на крайнодясната партия Национално единение Видкун Квислинг призовава норвежците да приемат окупацията, за да се запази животът и имуществото им и да се предотвратят повече разрушения, произнасяйки призив към норвежкия народ. Най-голяма власт има райхскомисарят Йозеф Тербовен. През петте години германска окупация норвежците създават силно съпротивително движение и гражданско неподчинение. По-важен обаче се оказва търговският флот на норвежците. Той е воден от норвежката корабна компания „Нортрашип“. Тя участва във всякакви операции, включително и евакуацията на Дюнкерк.
Германските войски се предават през май 1945 г. Кралят се връща в Норвегия през юни, а Квислинг е осъден на смърт за предателство. Норвегия става член-основател на ООН. Страната достига нивата на брутния си вътрешен продукт от преди войната три години по-късно.

### След Втората световна война
След войната Работническата партия (социалдемократи) взема властта и управляват страната през по-голямата част от Студената война. Норвегия се присъединява към НАТО през 1949 година и става близка със САЩ.
По време на възстановяването след Втората световна война страната води политика, целяща пълна заетост. Тази политика е поддържана от всички правителства оттогава.
През 1959 г. Норвегия става член-основател на Европейската асоциация за свободна търговия.
През 1970-те години край Норвегия се откриват големи залежи на нефт и природен газ, което довежда страната до бърз икономически подем. Разработването на нефта и газа води до нива на безработицата, по-ниски от тези в други индустриални страни през 1970-те, но от 1980-те безработицата отново се увеличава, като достига най-високите си нива през 1987 – 1988 г. През 1980-те една трета от експорта е на нефт и газ.
Два референдума за влизане в Европейския съюз се провалят през 1972 и отново през 1994 г. Норвегия остава близък съюзник на САЩ.
През 1973 г. Норвегия сключва споразумение за свободна търговия с Европейската общност. През 1986 г. Норвегия изразява несъгласие със забраната за китоловство, издадена от Международната комисия по китоловство. През 1991 г. крал Олаф V почива, на трона се възкачва синът му Харалд V. Страната възобновява промишленото китоловство през 1993 г.